# Train de la liberté en Tchécoslovaquie
 (octobre 2022).
Train de la liberté en Tchécoslovaquie (en tchèque : Vlak svobody) est un terme couramment utilisé en République tchèque pour décrire l'évasion massive des opposants au régime communiste tchécoslovaque à travers la frontière ouest-allemande le 11 septembre 1951 impliquant le train n° 3717 des chemins de fer nationaux.

## Contexte
Le bloc de l'Est est dominé par les communistes et les pays d'Europe occidentale se consolident, le détournement du train à travers la frontière fortement surveillée entre la Tchécoslovaquie et la zone occupée par les Américains en Allemagne est considéré comme l'une des évasions de masse les plus importantes. d'un pays communiste à l'Occident et conduit les autorités communistes à renforcer le rideau de fer. L'incident a également conduit à la suppression des voies ferrées aux points de passage frontaliers tchèques abandonnés pour éviter des incidents similaires,.
Le détournement du train est organisé par le conducteur du train Jaroslav Konvalinka, le répartiteur de train Karel Truksa, Jaroslav Švec, un médecin, et Karel Ruml, qui décrit plus tard son expérience dans le livre Z deníku vlaku svobody.
Karel Ruml est actif dans l'anticommunisme depuis 1949. En tant que membre de l'organisation Všehrd, il est expulsé de ses études de la Faculté de droit de l'Université Charles de Prague puis il rejoint un groupe de contrebande de documents secrets de l'Union soviétique. Fin 1949, il rencontre un ami à Nymburk en Bohême centrale. Ils sont arrêtés par la Sûreté de l'État (Tchécoslovaquie). L'ami de Ruml, Vlasta "Bůňa" Krejčí, et est ensuite condamné à la réclusion à perpétuité. Ruml lui-même est libéré sans autre avis. L'atmosphère croissante de peur et de répression de l'État renforcent progressivement son intention de quitter la Tchécoslovaquie. En 1951, une connaissance parle d'un projet de franchissement illégal de la frontière en train. L'organisateur principal est son oncle František Šilhart, ancien rédacteur en chef du magazine Americké Listy, Šilhart décide de rester en Tchécoslovaquie et de poursuivre ses activités anti-étatiques.

## Détournement

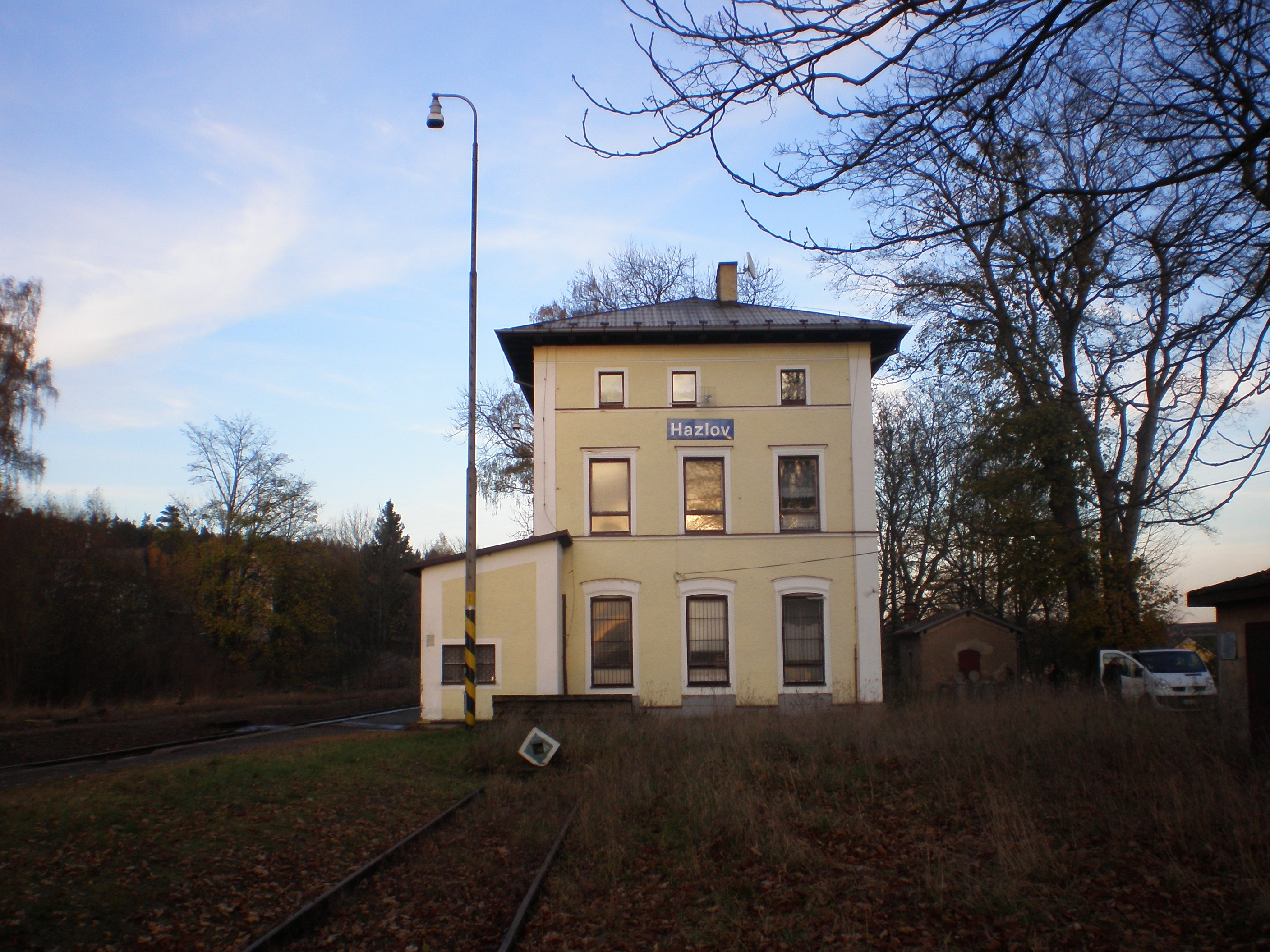
Gare de Hazlov, 2008

Le 11 septembre 1951, le train pour Cheb part de Prague à 9h55  et arrive à Cheb à deux heures de l'après midi ; trois voitures se dirigeant vers Aš. Lorsque le train est arrivé à Hazlov - la gare avant Aš - le conducteur retarde délibérément de quatre minutes l'arrivée. Sous prétexte d'une inspection des freins du train, il désactive les freins d'urgence. Jaroslav Švec embarque à Hazlov. Sa tâche est de signaler si l'aiguillage ferroviaire à Aš est commuté en direction de la frontière ouest-allemande.
Le train s'est approché d'Aš peu avant trois heures de l'après midi, Švec donne le signal. Le train décélère et roule sur la gare à sa vitesse normale avant d'accélérer à nouveau et de traverser la gare, tout en continuant à prendre de la vitesse. Les passagers ignorent ce qui se passe puis la panique éclate. La plupart sont des lycéens et des patients de la station thermale de Františkovy Lázně. Quelques agents de la sécurité d'État et de la police d'État sont également à bord en tant que passagers - ils montent régulièrement dans les trains passant à proximité des frontières des États alliés occidentaux. Les agents tentent d'atteindre les freins d'urgence qui sont installés sur tous les wagons, mais les trouvent gardés par des pirates de l'armée de l'air.
Le train accélère et fonce sur une barrière placée en travers de la voie à la frontière. Il continue pendant un autre kilomètre en Allemagne de l'Ouest avant de s'arrêter. Des agents de la Sûreté d'État et de la Police d'État sont descendus et se dirigent immédiatement vers la frontière tchécoslovaque. Les organisateurs du complot préfèrent continuer jusqu'à ce que le train soit plus éloigné de la frontière, mais le conducteur n'est pas disposé à prendre le risque en raison de sa méconnaissance des conditions de voie locales. Alors que les organisateurs du complot expliquent aux passagers choqués que leur action est planifiée à l'avance, une Jeep s'approche. Le conducteur du train reçoit l'ordre des autorités allemandes et américaines de se rendre à Selb.

## Conséquences
À Selb, le train est reçu par des journalistes. Karel Ruml, la seule personne anglophone parmi les pirates de l'air, reçoit une offre des Américains pour entreprendre une tournée américaine en parlant de leur évasion inhabituelle. Ruml leur demande de dissimuler son identité afin de protéger les membres de sa famille encore en Tchécoslovaquie. Après un mois, le groupe de pirates de l'air et leurs familles déménagent au Canada ; ils reçoivent des visas de résidence. Leur cas est largement médiatisé par les médias occidentaux, notamment par The New York Times, The Globe and Mail et Los Angeles Times,.
Ruml, Konvalinka et Truksa déménagent ensuite aux États-Unis pour y vivre, tandis que Vladimír Šilhart est allé en Grande-Bretagne.
En réponse, le régime communiste de Tchécoslovaquie organise des procès contre les personnes impliquées dans l'incident et d'autres groupes collaborant à des activités anti-étatiques. Les neuf premiers accusés sont alors condamnés à 162 ans de prison. František Šilhart est condamné à mort. Cependant, sa peine est commuée en réclusion à perpétuité ; il est libéré dans les années 1960. L'actrice Jiřina Štěpničková fait partie des 171 suspects interrogés dans le cadre de l'affaire. Elle est ensuite condamnée à quinze ans de prison.